# Almindelig nikkemos
Almindelig nikkemos (Pohlia nutans) er et meget almindeligt mos i Danmark på mager jord. Det videnskabelige artsnavn nutans betyder på latin 'nikkende'.